# Urda Arneberg
Urda Miriam Arneberg, född 26 januari 1929 i Oslo, död 14 maj 2000, var en norsk skådespelare.
Arneberg debuterade 1948 på Det norske teatret som Berit i Tore Ørjasæters Christophoros. Därefter var hon åren 1953–1960 engagerad vid Riksteatret och Folketeatret, 1960–1962 vid Fjernsynsteatret, 1962–1974 vid Nationaltheatret, 1974–1976 vid Trøndelag Teater och från 1976 åter vid Nationaltheatret samt Teatret på Torshov.
Hon gjorde sig bemärkt som karaktärsskådespelare med stor repertoar. Hon är ihågkommen för flera roller i Tjechovs dramatik, men även som Inez i Jean Paul Sartres Inför lyckta dörrar, titelrollen i August Strindbergs Fröken Julie, Tale i Olav Duuns Medmenneske och La Poncia i García Lorcas Bernarda Albas hus.
Vid sidan av teatern verkade hon som filmskådespelare. Hon debuterade 1949 i Vi flyger på Rio och gjorde sammanlagt ett 25-tal film- och TV-roller fram till 1989. Hon är särskilt ihågkommen för sina roller i Arild Brinchmanns filmer Ut av mørket och Høysommer (båda 1958).

## Filmografi (urval)
- 1948 – Vi flyger på Rio
- 1951 – Ukjent mann
- 1956 – Roser til Monica
- 1956 – Gylne ungdom
- 1958 – Ut av mørket
- 1958 – Høysommer
- 1959 – Herren och hans tjänare

## Familj
Urda Arneberg var dotter till violinisten Willy Johansen (1903–1976) och Miriam Caspary Olsen (1900–1972). Hon var från 1961 gift med regissören Arild Brinchmann (äktenskapet upplöst).